# Itancourt
Itancourt – miejscowość i gmina we Francji, w regionie Hauts-de-France, w departamencie Aisne.
Według danych na styczeń 2014 roku gminę zamieszkiwało 1137 osób, a gęstość zaludnienia wynosiła 159,5 osób/km².